# 滕蒂鲁佩赖
滕蒂鲁佩赖（Thenthiruperai），是印度泰米尔纳德邦杜蒂戈林县的一个城镇。。

## 人口
该地在2001年的总人口有5092人，其中男性2416人，女性2676人；0—6岁人口553人，其中男274人，女279人；识字率77.77%，其中男性为82.16%，女性为73.80%。